# Кияшко, Иван Кириллович
Иван Кириллович Кияшко (21.09.1920—19.05.1988) — командир орудия 2-й батареи 123-го отдельного истребительного противотанкового дивизиона (175-я стрелковая Уральско-Ковельская Краснознамённая дивизия, 125-й стрелковый корпус, 47-я армия, 1-й Белорусский фронт), старший сержант, участник Великой Отечественной войны, кавалер ордена Славы трёх степеней.

## Биография
Родился 21 сентября 1920 года в селе Великая Лепетиха в крестьянской семье. Украинец. В 1935 году окончил 4 класса. Работал токарем на Шолоховской машинно-тракторной станции в Никопольском районе Днепропетровской области.
В Красной Армии с 19 ноября 1940 года. В действующей армии — с 3 марта 1943 года. Воевал на Центральном (с 20 октября 1943 года — Белорусский, с 24 февраля 1944 года — 1-й Белорусский) фронте. Принимал участие в Курской битве, Орловской наступательной операции, освобождении Левобережной Украины, битве за Днепр, Гомельско-Речицкой, Люблин-Брестской, Варшавско-Познанской, Восточно-Померанской и Берлинской наступательных операциях.
В ходе Орловской наступательной операции при овладении деревней Красная Стрелица (ныне посёлок Дмитровского района Орловской области) 3 августа 1943 года наводчик орудия младший сержант И. К. Кияшко в составе орудийного расчёта вывел орудие на прямую наводку, подавил огневую точку и уничтожил 12 немецких солдат. Когда пулемёт противника с фланга мешал продвижению стрелковой роты, артиллеристы под миномётным обстрелом развернули орудие и точным огнём уничтожили его. Командиром дивизиона И. К. Кияшко был представлен к награждению медалью «За отвагу». Приказом командира дивизии награждён орденом Красной Звезды.
Отличился в боях на подступах к городу Ковель Волынской области (Украина). Командиром дивизиона был представлен к награждению медалью «За отвагу». Из представления к ордену Славы 3-й степени:

…Командир орудия 2-й батареи 123-го отдельного истребительно-противотанкового дивизиона сержант Кияшко И. К. в качестве наводчика, затем командира орудия прошел весь боевой путь в дивизионе и за боевые подвиги в прошедших боях награждён орденом Красной Звезды. В боях с немецко-фашистскими захватчиками за город Ковель на 2-м Белорусском фронте так же, как и ранее, показал себя бесстрашным, стойким, преданным защитником Родины. За период боев с 28 марта по 3 апреля 1944 г. метким огнем своего орудия с прямой наводки уничтожил один «дзот» с пулемётной точкой, разрушил три дома, в которых находились огневые точки, два блиндажа с пулемётными точками, истребил до 30 гитлеровцев и рассеял до взвода пехоты противника. Достоин правительственной награды — ордена Славы 3-й степени…"— 
Приказом командира 175-й стрелковой дивизии от 12 апреля 1944 года сержант Кияшко Иван Кириллович награждён орденом Славы 3-й степени.
В боях в предместье Варшавы Прага с 10 по 18 сентября 1944 года орудие И. К. Кияшко отличилось неоднократно. Из наградного листа: 

…В боях с немецко-фашистскими захватчиками за крепость Прага, что в предместье Варшавы, сержант Кияшко проявил себя смелым, отважным, бесстрашным командиром орудия. 10 сентября 1944 г. орудие, которым командовал тов. Кияшко, уничтожило крупнокалиберный пулемёт, ручной пулемёт и 8 солдат противника. За время наступательных боев с 10 по 18 сентября 1944 г. орудие тов. Кияшко разрушило 4 дома с немецкими автоматчиками, три «дзота», два блиндажа, подавило огонь самоходной пушки, уничтожило одну автомашину, 37-мм противотанковую пушку, подавило 6 пулемётных точек, уничтожило 28 солдат противника. В бою 18 сентября своим телом и шинелью в руках потушил пламя на трех горящих ящиках со снарядами.— 
Приказом командующего 47-й армией от 25 октября 1944 года старший сержант Кияшко Иван Кириллович награждён орденом Славы 2-й степени.
Особо отличился в ходе Варшавско-Познанской наступательной операции. В наградном листе сказано: 

Командир орудия ст. сержант Кияшко 15 января 1945 г. в бою при прорыве обороны противника в районе Калушин огнем своего орудия уничтожил «дзот» и два блиндажа полевого типа, пушку ПТО, станковый пулемёт, подавил огонь крупнокалиберного и двух ручных пулемётов, уничтожил 12 немцев. 16 января 1945 г. под артиллерийским и пулемётным огнем первым форсировал реку Висла и установил орудие на противоположном берегу на танкоопасном направлении у шоссе. 17 января 1945 г., действуя в головной походной колонне 282-го стрелкового полка у населенного пункта Фомулка Крулевске, огнем своего орудия подавлял огонь противника, действовавшего из засады. Оставшись один у орудия (остальной расчет был сражен насмерть) продолжал вести огонь. Будучи ранен, не покинул орудия и продолжал отбиваться из автомата, уничтожив при этом 6 немцев. После боя эвакуироваться в медсанбат категорически отказался. Достоин правительственной награды — ордена Славы 1-й степени…— 
Указом Президиума Верховного Совета СССР от 31 мая 1945 года за образцовое выполнение боевых заданий командования на фронте борьбы с немецкими захватчиками и проявленные при этом доблесть и мужество старший сержант Кияшко Иван Кириллович награждён орденом Славы 1-й степени.
В июне 1946 года демобилизован. Жил в городе Орджоникидзе (ныне Покров Днепропетровской области, Украина). Работал электрослесарем на шахте № 21 Александровского рудоуправления.
Умер 19 мая 1988 года. Похоронен в городе Покров.

## Награды
- Орден Октябрьской Революции (1967)
- Орден Отечественной войны I степени (11.03.1985)[6]
- Орден Красной Звезды (22.08.1943)[7]
- Полный кавалер ордена Славы:
  - орден Славы I степени (31.05.1945)[8];
  - орден Славы II степени (25.10.1944)[9];
  - орден Славы III степени (12.04.1944)[10];
- медали, в том числе:

- - «В ознаменование 100-летия со дня рождения Владимира Ильича Ленина» (6 апреля 1970)
  - «За победу над Германией в Великой Отечественной войне 1941—1945 гг.» (9 мая 1945[11])[12];
  - «За взятие Берлина» (9.6.1945)[13];
  - «За освобождение Варшавы» (9.06.1945)[14];
  - «20 лет Победы в Великой Отечественной войне 1941—1945 гг.» (7 мая 1965[15])
  - «30 лет Победы в Великой Отечественной войне 1941—1945 гг.»[16]
  - 40 лет Победы в Великой Отечественной войне 1941—1945 гг.[17]
  - Юбилейная медаль «50 лет Победы в Великой Отечественной войне 1941—1945 гг.»[18]
  - «30 лет Советской Армии и Флота»[19]
  - «40 лет Вооружённых Сил СССР»[20]

- - «50 лет Вооружённых Сил СССР» (26 декабря 1967[21])
- Знак «25 лет победы в Великой Отечественной войне» (1970)

## Память
- На могиле установлен надгробный памятник
- Его имя увековечено в Главном Храме Вооружённых сил России, и навсегда запечатлено на мемориале «Дорога памяти»[22].